# 11e étape du Tour d'Italie 2021
Pour un article plus général, voir Tour d'Italie 2021.
La 11e étape du Tour d'Italie 2021 se déroule le mercredi 19 mai 2021 entre Pérouse et Montalcino, sur une distance de 162 km. Elle a été remportée par Mauro Schmid de l'équipe Qhubeka-Assos, il s'agit de sa première victoire en tant que coureur professionnel.

## Profil de l'étape
Cette onzième étape entre Pérouse (région de l'Ombrie) et Montalcino (région de Toscane) se court au lendemain de la première journée de repos. Elle a la particularité d'emprunter, en dernière partie d'étape, quatre sections de routes blanches non asphaltées qui font la réputation et la spécificité des Strade Bianche. La première section de routes blanches débute à environ 70 kilomètres de l'arrivée et la fin de la dernière section à 8,7 kilomètres du terme. La deuxième section, d'une longueur de 13,5 kilomètres est la plus longue et la plus rude avec des montées avoisinant les 16 %. La fin de cette section compte comme col de 3ème catégorie. Après avoir franchi les quatre secteurs de routes blanches non asphaltés cumulant 35,2 kilomètres, les coureurs franchissent un second col de 3ème catégorie, le Passo del Lume Spento, dont le sommet se situe à moins de 4 kilomètres de Montalcino où la ligne d'arrivée se trouve au-dessus d'une petite bosse.

## Déroulement de la course
Dès le début de l'étape, 11 coureurs attaquent et prennent rapidement une distance importante avec le peloton. Ces 11 hommes sont les Italiens Enrico Battaglin (Bardiani), Francesco Gavazzi (Eolo-Kometa) et Alessandro Covi (UAE), les Belges Lawrence Naesen (AG2R Citroën) et Dries De Bondt (Alpecin-Fenix),  le Français Simon Guglielmi (Groupama-FDJ), le Néerlandais Taco van der Hoorn (Intermarché Wanty-Gober), l'Allemand Roger Kluge et le Belge Harm Vanhoucke (Lotto-Soudal), le Néerlandais Bert-Jan Lindeman et le Suisse Mauro Schmid (Qhubeka-Assos).
Au début du premier secteur de routes blanches (70 kilomètres de l'arrivée), le groupe d'échappés compte 14 minutes et 30 secondes d'avance sur le peloton, écart maximum. Dès le premier secteur des routes blanches, sous la conduite de Filippo Ganna, le peloton se scinde en plusieurs groupes avec, à l'avant, un groupe d'une vingtaine d'hommes comprenant le maillot rose Egan Bernal, Giulio Ciccone, Peter Sagan et Romain Bardet mais sans Remco Evenepoel, Aleksandr Vlasov et Hugh Carthy. Mais quelques kilomètres plus loin, avant le début du deuxième secteur, Evenepoel parvient avec son groupe à revenir sur le groupe maillot rose. Dan Martin et Davide Formolo sont lâchés. À l'entrée du deuxième secteur, le groupe des échappés compte 9 minutes d'avance sur le peloton. Quelques tentatives d'échappées se produisent dans le groupe de tête ainsi que dans le peloton mais elles restent vaines. Dans le troisième secteur des routes blanches, Bernal et son équipe Ineos-Grenadiers passent à l'attaque. Vlasov, Carthy, Bardet, Nibali et quelques autres peuvent suivre mais Evenepoel est distancé et perd régulièrement du terrain. Dans le dernier secteur, à une dizaine de kilomètres du terme, une chute se produit dans le groupe de tête alors que Covi et Schmid parviennent à s'isoler en tête. Dans le peloton maillot rose, Bardet puis Nibali et Ciccone lâchent prise alors que Emanuel Buchmann attaque. Puis c'est au tour d'Egan Bernal de lâcher ses derniers adversaires dans les derniers kilomètres. Mauro Schmid et Alessandro Covi rejoignent ensemble l'arrivée où le jeune Suisse l'emporte au sprint. Bernal, auteur d'une belle fin d'étape, termine 11e à plus de 3 minutes du vainqueur mais creuse des écarts sur ses poursuivants au classement général.

## Résultats

### Classement de l'étape
| \| Classement de l'étape \| Classement de l'étape \| Classement de l'étape \| Classement de l'étape \| Classement de l'étape \| \| Coureur \| Coureur \| Pays \| Équipe \| Temps \| \| --------------------- \| --------------------- \| --------------------- \| ---------------------------------- \| --------------------- \| \| 1er \| Mauro Schmid \| Suisse \| Qhubeka Assos \| 4 h 01 min 55 s \| \| 2e \| Alessandro Covi \| Italie \| UAE Team Emirates \| + 1 s \| \| 3e \| Harm Vanhoucke \| Belgique \| Lotto-Soudal \| + 26 s \| \| 4e \| Dries De Bondt \| Belgique \| Alpecin-Fenix \| + 41 s \| \| 5e \| Simon Guglielmi \| France \| Groupama-FDJ \| + 41 s \| \| 6e \| Enrico Battaglin \| Italie \| Bardiani CSF Faizanè \| + 44 s \| \| 7e \| Roger Kluge \| Allemagne \| Lotto-Soudal \| + 1 min 23 s \| \| 8e \| Francesco Gavazzi \| Italie \| Eolo-Kometa \| + 1 min 37 s \| \| 9e \| Taco van der Hoorn \| Pays-Bas \| Intermarché-Wanty-Gobert Matériaux \| + 1 min 43 s \| \| 10e \| Lawrence Naesen \| Belgique \| AG2R Citroën Team \| + 1 min 59 s \| |                    |           |                                    |                 |
| |                    |           |                                    |                 |
| Source : ProCyclingStats |                    |           |                                    |                 |
| Classement de l'étape |                    |           |                                    |                 |
| Coureur | Coureur            | Pays      | Équipe                             | Temps           |
| 1er | Mauro Schmid       | Suisse    | Qhubeka Assos                      | 4 h 01 min 55 s |
| 2e | Alessandro Covi    | Italie    | UAE Team Emirates                  | + 1 s           |
| 3e | Harm Vanhoucke     | Belgique  | Lotto-Soudal                       | + 26 s          |
| 4e | Dries De Bondt     | Belgique  | Alpecin-Fenix                      | + 41 s          |
| 5e | Simon Guglielmi    | France    | Groupama-FDJ                       | + 41 s          |
| 6e | Enrico Battaglin   | Italie    | Bardiani CSF Faizanè               | + 44 s          |
| 7e | Roger Kluge        | Allemagne | Lotto-Soudal                       | + 1 min 23 s    |
| 8e | Francesco Gavazzi  | Italie    | Eolo-Kometa                        | + 1 min 37 s    |
| 9e | Taco van der Hoorn | Pays-Bas  | Intermarché-Wanty-Gobert Matériaux | + 1 min 43 s    |
| 10e | Lawrence Naesen    | Belgique  | AG2R Citroën Team                  | + 1 min 59 s    |

### Points attribués pour le classement par points
| Sprint intermédiaire Castiglion del Bosco (km 114,9) | Sprint intermédiaire Castiglion del Bosco (km 114,9) | Sprint intermédiaire Castiglion del Bosco (km 114,9) | Sprint intermédiaire Castiglion del Bosco (km 114,9) | Sprint intermédiaire Castiglion del Bosco (km 114,9) |
| ---------------------------------------------------- | ---------------------------------------------------- | ---------------------------------------------------- | ---------------------------------------------------- | ---------------------------------------------------- |
|                                                      | Coureur                                              | Pays                                                 | Équipe                                               | Point(s)                                             |
| 1er                                                  | Francesco Gavazzi                                    | Italie                                               | Eolo-Kometa                                          | 12                                                   |
| 2e                                                   | Dries De Bondt                                       | Belgique                                             | Alpecin-Fenix                                        | 8                                                    |
| 3e                                                   | Harm Vanhoucke                                       | Belgique                                             | Lotto-Soudal                                         | 6                                                    |
| 4e                                                   | Alessandro Covi                                      | Italie                                               | UAE Team Emirates                                    | 5                                                    |
| 5e                                                   | Mauro Schmid                                         | Suisse                                               | Qhubeka Assos                                        | 4                                                    |
| 6e                                                   | Simon Guglielmi                                      | France                                               | Groupama-FDJ                                         | 3                                                    |
| 7e                                                   | Lawrence Naesen                                      | Belgique                                             | AG2R Citroën                                         | 2                                                    |
| 8e                                                   | Enrico Battaglin                                     | Italie                                               | Bardiani CSF Faizanè                                 | 1                                                    |
| modifier                                             |                                                      |                                                      |                                                      |                                                      |

| Arrivée d'étape Montalcino (km 162) | Arrivée d'étape Montalcino (km 162) | Arrivée d'étape Montalcino (km 162) | Arrivée d'étape Montalcino (km 162) | Arrivée d'étape Montalcino (km 162) |
| ----------------------------------- | ----------------------------------- | ----------------------------------- | ----------------------------------- | ----------------------------------- |
|                                     | Coureur                             | Pays                                | Équipe                              | Point(s)                            |
| 1er                                 | Mauro Schmid                        | Suisse                              | Qhubeka Assos                       | 25                                  |
| 2e                                  | Alessandro Covi                     | Italie                              | UAE Team Emirates                   | 18                                  |
| 3e                                  | Harm Vanhoucke                      | Belgique                            | Lotto-Soudal                        | 12                                  |
| 4e                                  | Dries De Bondt                      | Belgique                            | Alpecin-Fenix                       | 8                                   |
| 5e                                  | Simon Guglielmi                     | France                              | Groupama-FDJ                        | 6                                   |
| 6e                                  | Enrico Battaglin                    | Italie                              | Bardiani CSF Faizanè                | 5                                   |
| 7e                                  | Roger Kluge                         | Allemagne                           | Lotto-Soudal                        | 4                                   |
| 8e                                  | Francesco Gavazzi                   | Italie                              | Eolo-Kometa                         | 3                                   |
| 9e                                  | Taco van der Hoorn                  | Pays-Bas                            | Intermarché-Wanty-Gobert Matériaux  | 2                                   |
| 10e                                 | Lawrence Naesen                     | Belgique                            | AG2R Citroën                        | 1                                   |
| modifier                            |                                     |                                     |                                     |                                     |

### Points attribués pour le classement du meilleur grimpeur
| Passo del Lume Spento (km 124,6) 3e catégorie (1,2 km à 5,7%) | Passo del Lume Spento (km 124,6) 3e catégorie (1,2 km à 5,7%) | Passo del Lume Spento (km 124,6) 3e catégorie (1,2 km à 5,7%) | Passo del Lume Spento (km 124,6) 3e catégorie (1,2 km à 5,7%) | Passo del Lume Spento (km 124,6) 3e catégorie (1,2 km à 5,7%) |
| ------------------------------------------------------------- | ------------------------------------------------------------- | ------------------------------------------------------------- | ------------------------------------------------------------- | ------------------------------------------------------------- |
|                                                               | Coureur                                                       | Pays                                                          | Équipe                                                        | Point(s)                                                      |
| 1er                                                           | Harm Vanhoucke                                                | Belgique                                                      | Lotto-Soudal                                                  | 9                                                             |
| 2e                                                            | Dries De Bondt                                                | Belgique                                                      | Alpecin-Fenix                                                 | 4                                                             |
| 3e                                                            | Mauro Schmid                                                  | Suisse                                                        | Qhubeka Assos                                                 | 2                                                             |
| 4e                                                            | Lawrence Naesen                                               | Belgique                                                      | AG2R Citroën                                                  | 1                                                             |
| modifier                                                      |                                                               |                                                               |                                                               |                                                               |

| Passo del Lume Spento (km 158,2) 3e catégorie (4,3 km à 6,4%) | Passo del Lume Spento (km 158,2) 3e catégorie (4,3 km à 6,4%) | Passo del Lume Spento (km 158,2) 3e catégorie (4,3 km à 6,4%) | Passo del Lume Spento (km 158,2) 3e catégorie (4,3 km à 6,4%) | Passo del Lume Spento (km 158,2) 3e catégorie (4,3 km à 6,4%) |
| ------------------------------------------------------------- | ------------------------------------------------------------- | ------------------------------------------------------------- | ------------------------------------------------------------- | ------------------------------------------------------------- |
|                                                               | Coureur                                                       | Pays                                                          | Équipe                                                        | Point(s)                                                      |
| 1er                                                           | Mauro Schmid                                                  | Suisse                                                        | Qhubeka Assos                                                 | 9                                                             |
| 2e                                                            | Alessandro Covi                                               | Italie                                                        | UAE Team Emirates                                             | 4                                                             |
| 3e                                                            | Harm Vanhoucke                                                | Belgique                                                      | Lotto-Soudal                                                  | 2                                                             |
| 4e                                                            | Simon Guglielmi                                               | France                                                        | Groupama-FDJ                                                  | 1                                                             |
| modifier                                                      |                                                               |                                                               |                                                               |                                                               |

### Points attribués pour le classement des sprints intermédiaires
| Sprint intermédiaire Castiglion del Bosco (km 114,9) | Sprint intermédiaire Castiglion del Bosco (km 114,9) | Sprint intermédiaire Castiglion del Bosco (km 114,9) | Sprint intermédiaire Castiglion del Bosco (km 114,9) | Sprint intermédiaire Castiglion del Bosco (km 114,9) |
| ---------------------------------------------------- | ---------------------------------------------------- | ---------------------------------------------------- | ---------------------------------------------------- | ---------------------------------------------------- |
|                                                      | Coureur                                              | Pays                                                 | Équipe                                               | Point(s)                                             |
| 1er                                                  | Francesco Gavazzi                                    | Italie                                               | Eolo-Kometa                                          | 10                                                   |
| 2e                                                   | Dries De Bondt                                       | Belgique                                             | Alpecin-Fenix                                        | 6                                                    |
| 3e                                                   | Harm Vanhoucke                                       | Belgique                                             | Lotto-Soudal                                         | 3                                                    |
| 4e                                                   | Alessandro Covi                                      | Italie                                               | UAE Team Emirates                                    | 2                                                    |
| 5e                                                   | Mauro Schmid                                         | Suisse                                               | Qhubeka Assos                                        | 1                                                    |
| modifier                                             |                                                      |                                                      |                                                      |                                                      |

| Sprint intermédiaire Castelnuovo dell'Abate (km 136,1) | Sprint intermédiaire Castelnuovo dell'Abate (km 136,1) | Sprint intermédiaire Castelnuovo dell'Abate (km 136,1) | Sprint intermédiaire Castelnuovo dell'Abate (km 136,1) | Sprint intermédiaire Castelnuovo dell'Abate (km 136,1) |
| ------------------------------------------------------ | ------------------------------------------------------ | ------------------------------------------------------ | ------------------------------------------------------ | ------------------------------------------------------ |
|                                                        | Coureur                                                | Pays                                                   | Équipe                                                 | Point(s)                                               |
| 1er                                                    | Francesco Gavazzi                                      | Italie                                                 | Eolo-Kometa                                            | 10                                                     |
| 2e                                                     | Dries De Bondt                                         | Belgique                                               | Alpecin-Fenix                                          | 6                                                      |
| 3e                                                     | Harm Vanhoucke                                         | Belgique                                               | Lotto-Soudal                                           | 3                                                      |
| 4e                                                     | Alessandro Covi                                        | Italie                                                 | UAE Team Emirates                                      | 2                                                      |
| 5e                                                     | Lawrence Naesen                                        | Belgique                                               | AG2R Citroën                                           | 1                                                      |
| modifier                                               |                                                        |                                                        |                                                        |                                                        |

### Bonifications
|   | Coureur           | Pays     | Équipe        | Secondes |
| - | ----------------- | -------- | ------------- | -------- |
| 1 | Francesco Gavazzi | Italie   | Eolo-Kometa   | 3 s      |
| 2 | Dries De Bondt    | Belgique | Alpecin-Fenix | 2 s      |
| 3 | Harm Vanhoucke    | Belgique | Lotto-Soudal  | 1 s      |

|   | Coureur         | Pays     | Équipe            | Secondes |
| - | --------------- | -------- | ----------------- | -------- |
| 1 | Mauro Schmid    | Suisse   | Qhubeka Assos     | 10 s     |
| 2 | Alessandro Covi | Italie   | UAE Team Emirates | 6 s      |
| 3 | Harm Vanhoucke  | Belgique | Lotto-Soudal      | 4 s      |

## Classements à l'issue de l'étape

### Classement général
| \| Classement général \| Classement général \| Classement général \| Classement général \| Classement général \| \| Coureur \| Coureur \| Pays \| Équipe \| Temps \| \| ------------------ \| ------------------ \| ------------------ \| --------------------- \| ------------------ \| \| 1er \| Egan Bernal \| Colombie \| Ineos Grenadiers \| 42 h 35 min 21 s \| \| 2e \| Aleksandr Vlasov \| Russie \| Astana-Premier Tech \| + 45 s \| \| 3e \| Damiano Caruso \| Italie \| Bahrain Victorious \| + 1 min 12 s \| \| 4e \| Hugh Carthy \| Royaume-Uni \| EF Education-Nippo \| + 1 min 17 s \| \| 5e \| Simon Yates \| Royaume-Uni \| BikeExchange \| + 1 min 22 s \| \| 6e \| Emanuel Buchmann \| Allemagne \| Bora-Hansgrohe \| + 1 min 50 s \| \| 7e \| Remco Evenepoel \| Belgique \| Deceuninck-Quick Step \| + 2 min 22 s \| \| 8e \| Giulio Ciccone \| Italie \| Trek-Segafredo \| + 2 min 24 s \| \| 9e \| Tobias Foss \| Norvège \| Jumbo-Visma \| + 2 min 49 s \| \| 10e \| Daniel Martínez \| Colombie \| Ineos Grenadiers \| + 3 min 15 s \| |                  |             |                       |                  |
| |                  |             |                       |                  |
| Source : ProCyclingStats |                  |             |                       |                  |
| Classement général |                  |             |                       |                  |
| Coureur | Coureur          | Pays        | Équipe                | Temps            |
| 1er | Egan Bernal      | Colombie    | Ineos Grenadiers      | 42 h 35 min 21 s |
| 2e | Aleksandr Vlasov | Russie      | Astana-Premier Tech   | + 45 s           |
| 3e | Damiano Caruso   | Italie      | Bahrain Victorious    | + 1 min 12 s     |
| 4e | Hugh Carthy      | Royaume-Uni | EF Education-Nippo    | + 1 min 17 s     |
| 5e | Simon Yates      | Royaume-Uni | BikeExchange          | + 1 min 22 s     |
| 6e | Emanuel Buchmann | Allemagne   | Bora-Hansgrohe        | + 1 min 50 s     |
| 7e | Remco Evenepoel  | Belgique    | Deceuninck-Quick Step | + 2 min 22 s     |
| 8e | Giulio Ciccone   | Italie      | Trek-Segafredo        | + 2 min 24 s     |
| 9e | Tobias Foss      | Norvège     | Jumbo-Visma           | + 2 min 49 s     |
| 10e | Daniel Martínez  | Colombie    | Ineos Grenadiers      | + 3 min 15 s     |

| Classement par points | Classement par points | Classement par points | Classement par points       | Classement par points |
| Coureur               | Coureur               | Pays                  | Équipe                      | Points                |
| --------------------- | --------------------- | --------------------- | --------------------------- | --------------------- |
| 1er                   | Peter Sagan           | Slovaquie             | Bora-Hansgrohe              | 108 pts               |
| 2e                    | Fernando Gaviria      | Colombie              | UAE Team Emirates           | 91 pts                |
| 3e                    | Davide Cimolai        | Italie                | Israel Start-Up Nation      | 91 pts                |
| 4e                    | Elia Viviani          | Italie                | Cofidis                     | 79 pts                |
| 5e                    | Giacomo Nizzolo       | Italie                | Qhubeka Assos               | 76 pts                |
| 6e                    | Francesco Gavazzi     | Italie                | Eolo-Kometa                 | 42 pts                |
| 7e                    | Matteo Moschetti      | Italie                | Trek-Segafredo              | 42 pts                |
| 8e                    | Filippo Tagliani      | Italie                | Androni Giocattoli-Sidermec | 39 pts                |
| 9e                    | Filippo Fiorelli      | Italie                | Bardiani CSF Faizanè        | 39 pts                |
| 10e                   | Dylan Groenewegen     | Pays-Bas              | Jumbo-Visma                 | 36 pts                |

| Classement par points | Classement par points | Classement par points | Classement par points       | Classement par points |
| Coureur               | Coureur               | Pays                  | Équipe                      | Points                |
| --------------------- | --------------------- | --------------------- | --------------------------- | --------------------- |
| 1er                   | Peter Sagan           | Slovaquie             | Bora-Hansgrohe              | 108 pts               |
| 2e                    | Fernando Gaviria      | Colombie              | UAE Team Emirates           | 91 pts                |
| 3e                    | Davide Cimolai        | Italie                | Israel Start-Up Nation      | 91 pts                |
| 4e                    | Elia Viviani          | Italie                | Cofidis                     | 79 pts                |
| 5e                    | Giacomo Nizzolo       | Italie                | Qhubeka Assos               | 76 pts                |
| 6e                    | Francesco Gavazzi     | Italie                | Eolo-Kometa                 | 42 pts                |
| 7e                    | Matteo Moschetti      | Italie                | Trek-Segafredo              | 42 pts                |
| 8e                    | Filippo Tagliani      | Italie                | Androni Giocattoli-Sidermec | 39 pts                |
| 9e                    | Filippo Fiorelli      | Italie                | Bardiani CSF Faizanè        | 39 pts                |
| 10e                   | Dylan Groenewegen     | Pays-Bas              | Jumbo-Visma                 | 36 pts                |

| Classement de la montagne | Classement de la montagne | Classement de la montagne | Classement de la montagne          | Classement de la montagne |
| Coureur                   | Coureur                   | Pays                      | Équipe                             | Points                    |
| ------------------------- | ------------------------- | ------------------------- | ---------------------------------- | ------------------------- |
| 1er                       | Geoffrey Bouchard         | France                    | AG2R Citroën Team                  | 51 pts                    |
| 2e                        | Egan Bernal               | Colombie                  | Ineos Grenadiers                   | 48 pts                    |
| 3e                        | Gino Mäder                | Suisse                    | Bahrain Victorious                 | 44 pts                    |
| 4e                        | Bauke Mollema             | Pays-Bas                  | Trek-Segafredo                     | 23 pts                    |
| 5e                        | Giulio Ciccone            | Italie                    | Trek-Segafredo                     | 20 pts                    |
| 6e                        | Kobe Goossens             | Belgique                  | Lotto-Soudal                       | 18 pts                    |
| 7e                        | Francesco Gavazzi         | Italie                    | Eolo-Kometa                        | 17 pts                    |
| 8e                        | Vincenzo Albanese         | Italie                    | Eolo-Kometa                        | 16 pts                    |
| 9e                        | Rein Taaramäe             | Estonie                   | Intermarché-Wanty-Gobert Matériaux | 13 pts                    |
| 10e                       | Remco Evenepoel           | Belgique                  | Deceuninck-Quick Step              | 13 pts                    |

| Classement de la montagne | Classement de la montagne | Classement de la montagne | Classement de la montagne          | Classement de la montagne |
| Coureur                   | Coureur                   | Pays                      | Équipe                             | Points                    |
| ------------------------- | ------------------------- | ------------------------- | ---------------------------------- | ------------------------- |
| 1er                       | Geoffrey Bouchard         | France                    | AG2R Citroën Team                  | 51 pts                    |
| 2e                        | Egan Bernal               | Colombie                  | Ineos Grenadiers                   | 48 pts                    |
| 3e                        | Gino Mäder                | Suisse                    | Bahrain Victorious                 | 44 pts                    |
| 4e                        | Bauke Mollema             | Pays-Bas                  | Trek-Segafredo                     | 23 pts                    |
| 5e                        | Giulio Ciccone            | Italie                    | Trek-Segafredo                     | 20 pts                    |
| 6e                        | Kobe Goossens             | Belgique                  | Lotto-Soudal                       | 18 pts                    |
| 7e                        | Francesco Gavazzi         | Italie                    | Eolo-Kometa                        | 17 pts                    |
| 8e                        | Vincenzo Albanese         | Italie                    | Eolo-Kometa                        | 16 pts                    |
| 9e                        | Rein Taaramäe             | Estonie                   | Intermarché-Wanty-Gobert Matériaux | 13 pts                    |
| 10e                       | Remco Evenepoel           | Belgique                  | Deceuninck-Quick Step              | 13 pts                    |

| Classement du meilleur jeune | Classement du meilleur jeune | Classement du meilleur jeune | Classement du meilleur jeune | Classement du meilleur jeune |
| Coureur                      | Coureur                      | Pays                         | Équipe                       | Temps                        |
| ---------------------------- | ---------------------------- | ---------------------------- | ---------------------------- | ---------------------------- |
| 1er                          | Egan Bernal                  | Colombie                     | Ineos Grenadiers             | 42 h 35 min 21 s             |
| 2e                           | Aleksandr Vlasov             | Russie                       | Astana-Premier Tech          | + 45 s                       |
| 3e                           | Remco Evenepoel              | Belgique                     | Deceuninck-Quick Step        | + 2 min 22 s                 |
| 4e                           | Tobias Foss                  | Norvège                      | Jumbo-Visma                  | + 2 min 49 s                 |
| 5e                           | Daniel Martínez              | Colombie                     | Ineos Grenadiers             | + 3 min 15 s                 |
| 6e                           | Attila Valter                | Hongrie                      | Groupama-FDJ                 | + 3 min 51 s                 |
| 7e                           | João Almeida                 | Portugal                     | Deceuninck-Quick Step        | + 7 min 04 s                 |
| 8e                           | Jai Hindley                  | Australie                    | Team DSM                     | + 7 min 55 s                 |
| 9e                           | Harold Tejada                | Colombie                     | Astana-Premier Tech          | + 27 min 51 s                |
| 10e                          | Lorenzo Fortunato            | Italie                       | Eolo-Kometa                  | + 27 min 54 s                |

| Classement du meilleur jeune | Classement du meilleur jeune | Classement du meilleur jeune | Classement du meilleur jeune | Classement du meilleur jeune |
| Coureur                      | Coureur                      | Pays                         | Équipe                       | Temps                        |
| ---------------------------- | ---------------------------- | ---------------------------- | ---------------------------- | ---------------------------- |
| 1er                          | Egan Bernal                  | Colombie                     | Ineos Grenadiers             | 42 h 35 min 21 s             |
| 2e                           | Aleksandr Vlasov             | Russie                       | Astana-Premier Tech          | + 45 s                       |
| 3e                           | Remco Evenepoel              | Belgique                     | Deceuninck-Quick Step        | + 2 min 22 s                 |
| 4e                           | Tobias Foss                  | Norvège                      | Jumbo-Visma                  | + 2 min 49 s                 |
| 5e                           | Daniel Martínez              | Colombie                     | Ineos Grenadiers             | + 3 min 15 s                 |
| 6e                           | Attila Valter                | Hongrie                      | Groupama-FDJ                 | + 3 min 51 s                 |
| 7e                           | João Almeida                 | Portugal                     | Deceuninck-Quick Step        | + 7 min 04 s                 |
| 8e                           | Jai Hindley                  | Australie                    | Team DSM                     | + 7 min 55 s                 |
| 9e                           | Harold Tejada                | Colombie                     | Astana-Premier Tech          | + 27 min 51 s                |
| 10e                          | Lorenzo Fortunato            | Italie                       | Eolo-Kometa                  | + 27 min 54 s                |

| Classement par équipes | Classement par équipes | Classement par équipes | Classement par équipes |
| Équipe                 | Équipe                 | Pays                   | Temps                  |
| ---------------------- | ---------------------- | ---------------------- | ---------------------- |
| 1re                    | Ineos Grenadiers       | Royaume-Uni            | 127 h 53 min 12 s      |
| 2e                     | Movistar Team          | Espagne                | + 9 min 35 s           |
| 3e                     | EF Education-Nippo     | États-Unis             | + 9 min 40 s           |
| 4e                     | Trek-Segafredo         | États-Unis             | + 11 min 57 s          |
| 5e                     | Team DSM               | Allemagne              | + 19 min 12 s          |
| 6e                     | Bahrain Victorious     | Bahreïn                | + 23 min 03 s          |
| 7e                     | Deceuninck-Quick Step  | Belgique               | + 23 min 52 s          |
| 8e                     | Jumbo-Visma            | Pays-Bas               | + 29 min 23 s          |
| 9e                     | Astana-Premier Tech    | Kazakhstan             | + 29 min 41 s          |
| 10e                    | Movistar Team          | Espagne                | + 29 min 55 s          |

| Classement par équipes | Classement par équipes | Classement par équipes | Classement par équipes |
| Équipe                 | Équipe                 | Pays                   | Temps                  |
| ---------------------- | ---------------------- | ---------------------- | ---------------------- |
| 1re                    | Ineos Grenadiers       | Royaume-Uni            | 127 h 53 min 12 s      |
| 2e                     | Movistar Team          | Espagne                | + 9 min 35 s           |
| 3e                     | EF Education-Nippo     | États-Unis             | + 9 min 40 s           |
| 4e                     | Trek-Segafredo         | États-Unis             | + 11 min 57 s          |
| 5e                     | Team DSM               | Allemagne              | + 19 min 12 s          |
| 6e                     | Bahrain Victorious     | Bahreïn                | + 23 min 03 s          |
| 7e                     | Deceuninck-Quick Step  | Belgique               | + 23 min 52 s          |
| 8e                     | Jumbo-Visma            | Pays-Bas               | + 29 min 23 s          |
| 9e                     | Astana-Premier Tech    | Kazakhstan             | + 29 min 41 s          |
| 10e                    | Movistar Team          | Espagne                | + 29 min 55 s          |

## Abandons
- Jonathan Caicedo (EF Education-Nippo) : abandon
- Tim Merlier (Alpecin-Fenix) : non-partant